# Afonso Cunha
Afonso Cunha este un oraș în unitatea federativă Maranhão, Brazilia.